# Berlin (Illinois)
Pour les articles homonymes, voir Berlin (homonymie).
Berlin est un village du comté de Sangamon, en Illinois, aux États-Unis. Il est incorporé le 6 juillet 1900. Lors du recensement de 2010, le village comptait une population de 180 habitants. Le village est également appelé Old Berlin par opposition à New Berlin, situé à 2,25 km, au sud.

## Source de la traduction
- (en) Cet article est partiellement ou en totalité issu de l’article de Wikipédia en anglais intitulé « Berlin, Illinois » (voir la liste des auteurs).